# Kūh Cher
Kūh Cher (persiska: كوه چر, کچهر) är en ort i Iran.   Den ligger i provinsen Bushehr, i den södra delen av landet, 900 km söder om huvudstaden Teheran. Kūh Cher ligger 602 meter över havet och antalet invånare är 212.
Terrängen runt Kūh Cher är kuperad åt nordost, men åt sydväst är den bergig.Runt Kūh Cher är det ganska glesbefolkat, med 31 invånare per kvadratkilometer. Närmaste större samhälle är Kangān, 14,4 km sydväst om Kūh Cher. Omgivningarna runt Kūh Cher är i huvudsak ett öppet busklandskap.